# Barjac (Ariège)
Barjac é uma comuna francesa na região administrativa de Occitânia, no departamento de Ariège.